# Fejervarya limnocharis
Fejervarya limnocharis е вид жаба от семейство Dicroglossidae. Видът не е застрашен от изчезване.

## Разпространение
Разпространен е в Бангладеш, Бруней, Виетнам, Индия, Индонезия, Камбоджа, Китай, Лаос, Макао, Малайзия, Мианмар, Непал, Пакистан, Провинции в КНР, Сингапур, Тайван, Тайланд, Филипини, Хонконг и Япония. Внесен е в Гуам.

## Описание
Популацията на вида е стабилна.